# Satellite (utwór muzyczny Leny)
Satellite – pierwszy utwór Leny Meyer-Landrut, umieszczony na jej debiutanckim albumie pt. My Cassette Player. Piosenkę napisali Julie Frost i Dane John Gordon.
Utwór uzyskał certyfikat podwójnej platyny. Dotarł do pierwszego miejsca list przebojów w sześciu europejskich krajach (Dania, Finlandia, Niemcy, Norwegia, Szwecja i Szwajcaria).
Teledysk do piosenki również odniósł sukces, przekroczył liczbę 63 mln wyświetleń na YouTube.
W 2010 utwór zwyciężył w finale 55. Konkursu Piosenki Eurowizji, uzyskawszy 246 punktów.